# 筑波サーキット
筑波サーキット（つくばサーキット）は、茨城県下妻市にあるサーキットである。一般財団法人日本オートスポーツセンター（JASC）が運営に当たっている。

## 概要
1969年6月、茨城県結城郡千代川村（現・下妻市）に1周約2kmのコース基本舗装が完成。森脇護ら3名のライダーによる安全性確認のテスト走行が行われ、「2キロの中にコーナーが多く配置され、非常に面白いコースです。減速時のブレーキング操作にテクニックを必要としますから、アマチュアライダーたちの鍛錬には最適ですね。走りに神経を使うコースです。」と述べ、開業へのGOサインが出た。同年秋に開業予定だったが、コントロールタワーなど付帯施設の建築は予定よりずれ込んだ。
1970年6月22日、鈴鹿サーキット(1962年)・富士スピードウェイ(1966年)に次ぐ国内3番目のサーキットとして正式オープン。全長2,045m（4輪の場合）と、鈴鹿や富士に比べるとコース長が短いが、全日本選手権格式のレースが開催できる施設が整い、オープン当初から首都圏におけるモータースポーツの重要拠点として親しまれる。
かつては全日本F3選手権や全日本ツーリングカー選手権（JTCC）などの全日本選手権クラスの4輪レースが開かれていた。
2001年にオープンした「コース1000」と旧来の本コースである「コース2000」の2コースが設けられており、2024年時点では4輪の全日本選手権クラスのレースは開催されていないが、2輪の全日本ロードレース選手権、F4やFJ1600などのジュニア・フォーミュラのレース、それに一般的な走行会やイベントなどが広く開かれている。2019年にはFIA インターコンチネンタル・ドリフティング・カップが開催された。

## コース解説
| 筑波サーキット付近の空中写真。左:1990年撮影、右:2021年撮影国土交通省 国土地理院 地図・空中写真閲覧サービスの空中写真を基に作成   |  | 筑波サーキット付近の空中写真。左:1990年撮影、右:2021年撮影国土交通省 国土地理院 地図・空中写真閲覧サービスの空中写真を基に作成 |
| 筑波サーキット付近の空中写真。 左:1990年撮影、右:2021年撮影 国土交通省 国土地理院 地図・空中写真閲覧サービスの空中写真を基に作成 |  | |

筑波サーキット概要にあるガイドマップを見ると分かるように、狭い敷地を最大限に利用し、多様なコースが設置されている。本コースであるコース2000は「TC2000」、コース1000は「TC1000」と呼ばれることもある。

### コース2000
敷地内をほぼ完全に網羅する比較的高低差の少ないコースだが、コーナーのバリエーションに富み、走行にはいろいろな要素が要求される。2輪車が走行する場合は安全のためシケインが設置され、この場合コース長は25m長くなり、2,070mとなる。

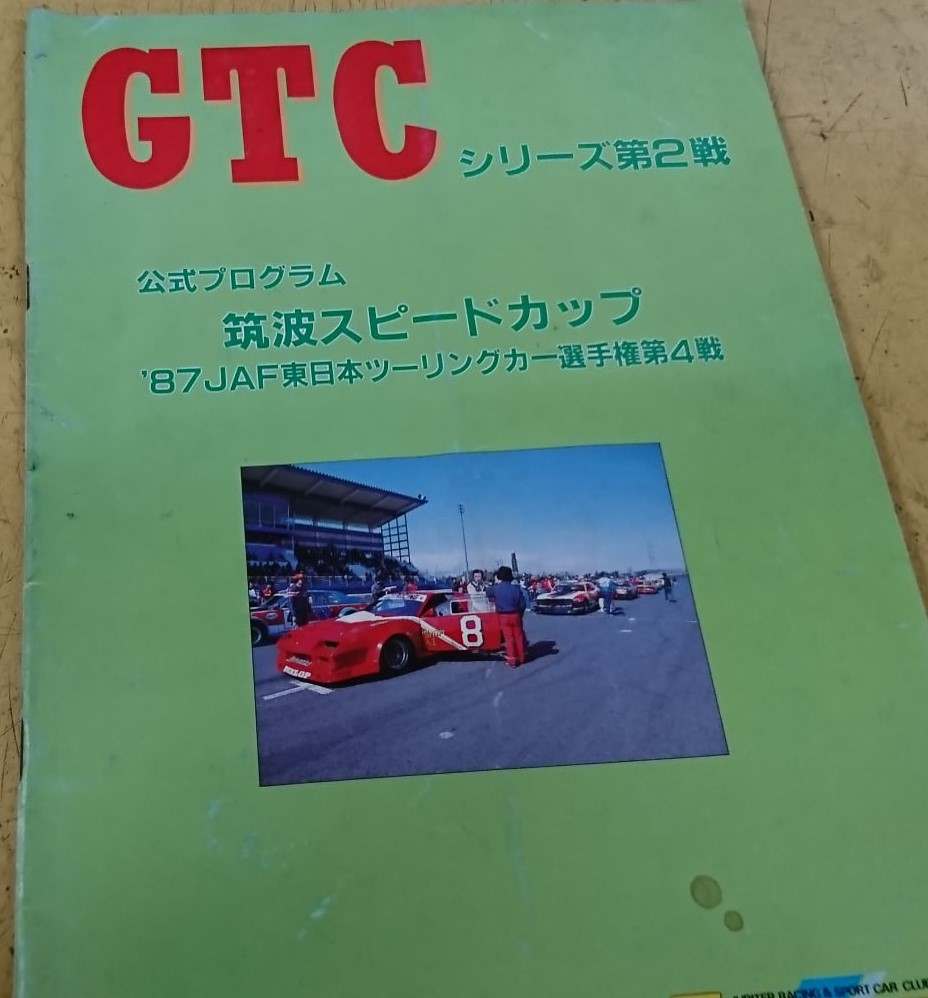
'87筑波スピードカップ公式プログラム。
表紙画像がTC2000逆走コース利用時のスタート前

過去に開催されていた「ストックカーレース」では最終コーナーを1コーナーとした逆走で、バックストレート途中から2輪用シケイン部分を横切り、本コースへ戻るショートコースを使用していた。
なおストレートの長さは、ホームストレートは282m・バックストレートは437mとなっている。

### コース1000
2001年にはそれまで「東コース」と呼ばれていたミニバイク用のコースが全面改修され、一周ほぼ1,000mの4輪も走行可能な「コース1000」としてオープン。本コースに「コース2000」の名称が与えられたのもこの時である。コース1000は非常に見晴らしの良い安全なコースであることが特徴で、サーキット初心者にも最適なコースである。

### ジムカーナ場
本コースの最終コーナーのすぐ外側に設置されている、ホームベースのような形の部分がジムカーナ場である。ここでは各種練習会やジムカーナ大会などが行われている。JASC自身も1998年から2010年まで筑波サーキットビギナーズジムカーナシリーズを開催し（年間7戦）、毎回満員御礼の非常に人気のあるシリーズとして定着していた。

### オーバルコース
本コースの1コーナーと第2ヘアピンに挟まれるように設置されているオーバルコースは、オートレース選手養成用のコースである。これは財団法人日本オートスポーツセンターが、公益財団法人JKA（オートレース統括）の関連団体であるためである。

## イベント等
モータースポーツ専門のDVDソフトである『ベストモータリング』『ビデオオプション』の主要なテストコースであり、これまでに行われてきた数々のテストランの舞台となっていた。キャスターとして土屋圭市、服部尚貴、伊藤大輔などの多くのドライバーが筑波サーキットで走行をしている。
これらの企画として、スーパーフォーミュラなど本来公式戦の行われていない車種でのコースレコードも参考として記録されている。特に『ビデオオプション』のものは「筑波スーパーラップ」（TSL）として名物企画となっており、2019年にはTSLがFIAドリフトのサポートイベントとして行われた。

## コースレコード
一部抜粋、太字は現行カテゴリー。公式戦以外での記録は参考に記述する。

### コース2000 (4輪)
| カテゴリー | 記録    | ドライバー       | メーカー・車種        | 樹立日         |
| ---------- | ------- | ---------------- | --------------------- | -------------- |
| F2         | 50秒23  | 星野一義         | マーチ・792/BMW       | 1979年12月1日  |
| F3         | 51秒312 | ダレン・マニング | ダラーラ・F399/トヨタ | 1999年4月17日  |
| F4         | 54秒397 | 栗原宗之         | ウエスト・056         | 2006年8月20日  |
| FJ1600     | 57秒993 | 山崎信介         | FV95                  | 2000年8月6日   |
| スーパーFJ | 57秒571 | 根本悠生         | ZAP・F109             | 2013年11月24日 |
| GC         | 51秒23  | 松本恵二         | MCS4+マーチ・822/BMW  | 1983年6月12日  |

### コース2000 (2輪)
| カテゴリー | 記録       | ドライバー               | メーカー・車種           | 樹立日        |
| ---------- | ---------- | ------------------------ | ------------------------ | ------------- |
| JSB1000    | 55秒142    | 伊藤真一                 | ホンダ・CBR1000RR        | 2009年4月4日  |
| ST600      | 57秒764    | チャラームポル・ポラマイ | ヤマハ・YZF-R6           | 2012年5月13日 |
| J-GP2      | 57秒376    | 中本郡                   | ヤマハ・YZF-R6           | 2012年5月12日 |
| J-GP3      | 59秒035    | 山田誓己                 | ホンダ・NSF250R          | 2013年6月29日 |
| GP250      | 57秒430    | 中野真矢                 | ヤマハ・YZR250           | 1998年5月16日 |
| GP125      | 59秒697    | 坂田和人                 | ホンダ・RS125R           | 2005年5月14日 |
| GP-MONO    | 1分01秒273 | 中木亮輔                 | アームストロング・WR250F | 2007年5月13日 |

### コース2000 参考記録
| カテゴリー             | 記録    | ドライバー     | メーカー・車種                              | 樹立日/収録コンテンツ                 | 備考                                                                         |
| ---------------------- | ------- | -------------- | ------------------------------------------- | ------------------------------------- | ---------------------------------------------------------------------------- |
| F3000                  | 48秒072 | 服部尚貴       | レイナード・94D/無限                        | ベストモータリング1995年3月号         | セミウェット路面                                                             |
| フォーミュラニッポン   | 46秒935 | 脇阪寿一       | レイナード・99L/無限                        | ベストモータリング2001年3月号         |                                                                              |
| スーパーフォーミュラ   | 43秒304 | 小林可夢偉     | ダラーラ・SF14/トヨタ                       | 2016年12月4日                         | コース総合レコード                                                           |
| GT500                  | 51秒875 | 土屋圭市       | ARTA NSX                                    | 2003年1月25日/ホットバージョン vol.68 |                                                                              |
| GT300                  | 50秒187 | 谷口信輝       | グッドスマイル 初音ミク AMG                 | 2017年12月17日                        |                                                                              |
| スーパーラップ総合記録 | 49秒897 | ファイヤー安藤 | ESCORT Evo9(三菱・ランサーエボリューション) | 2023年1月27日                         | 市販四輪車Sタイヤ最速記録                                                    |
| アンリミテッド         | 49秒445 | 谷口信輝       | HKS TRB-03(トヨタ・86)                      | 2018年2月15日                         | 非フォーミュラカー最速記録(スリックタイヤ使用のためスーパーラップからは除外) |

## 利用方法・ライセンス
個人が貸切することも可能である。翌年度（1月〜12月）の貸切はおおよそ前年の9月くらいに募集が掛けられる。詳細については筑波サーキットのホームページ内でもアナウンスされる。数少ない首都圏に位置するサーキットであることや、比較的貸切費用が安いことなどから非常に人気が高いため、実績のない団体によるコース2000、コース1000の土日祝の貸切はなかなか難しいようである。
筑波サーキットの開催するライセンス講習会を受講することで、ファミリーライセンス等の取得が可能である。これによって、フリー走行枠が設定されている場合、比較的安価にコース2000、コース1000を走行する事ができる（4,500円／20分、コース2000、4輪車、土日祝に走行の場合）。以前は1、2月は冬季割引料金が設定され、少し安い走行料金となる場合があったが、最近の冬季中心のタイムアタックイベントの人気からか、そのようなことはなくなっている。フリー走行枠が設定されている場合には、走行をしないライセンスを持たない非会員の者も入場し見学することができる。（平日は無料、土日祝は500円、駐車料金は全日無料）

## 設備
- コントロールタワー
- ピットエリア
  - ドライバーズサロン
  - タイヤサービス
  - 車検場
- ガソリンスタンド
- 観客スタンド（メインスタンドなど6ヶ所）
- トイレ（場所により身体障害者用あり）
- キッズルーム（メインスタンド下）

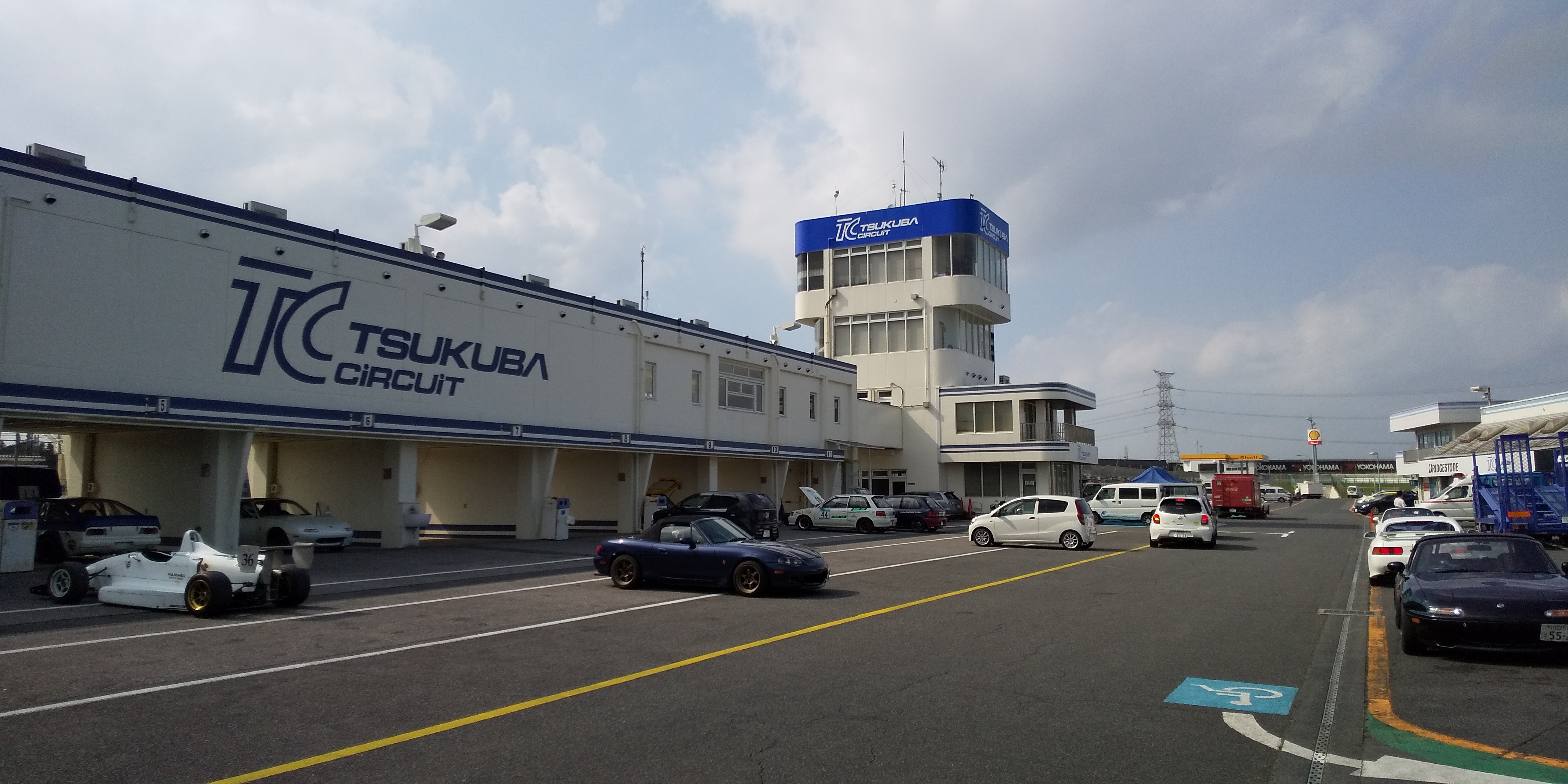
コース2000パドック

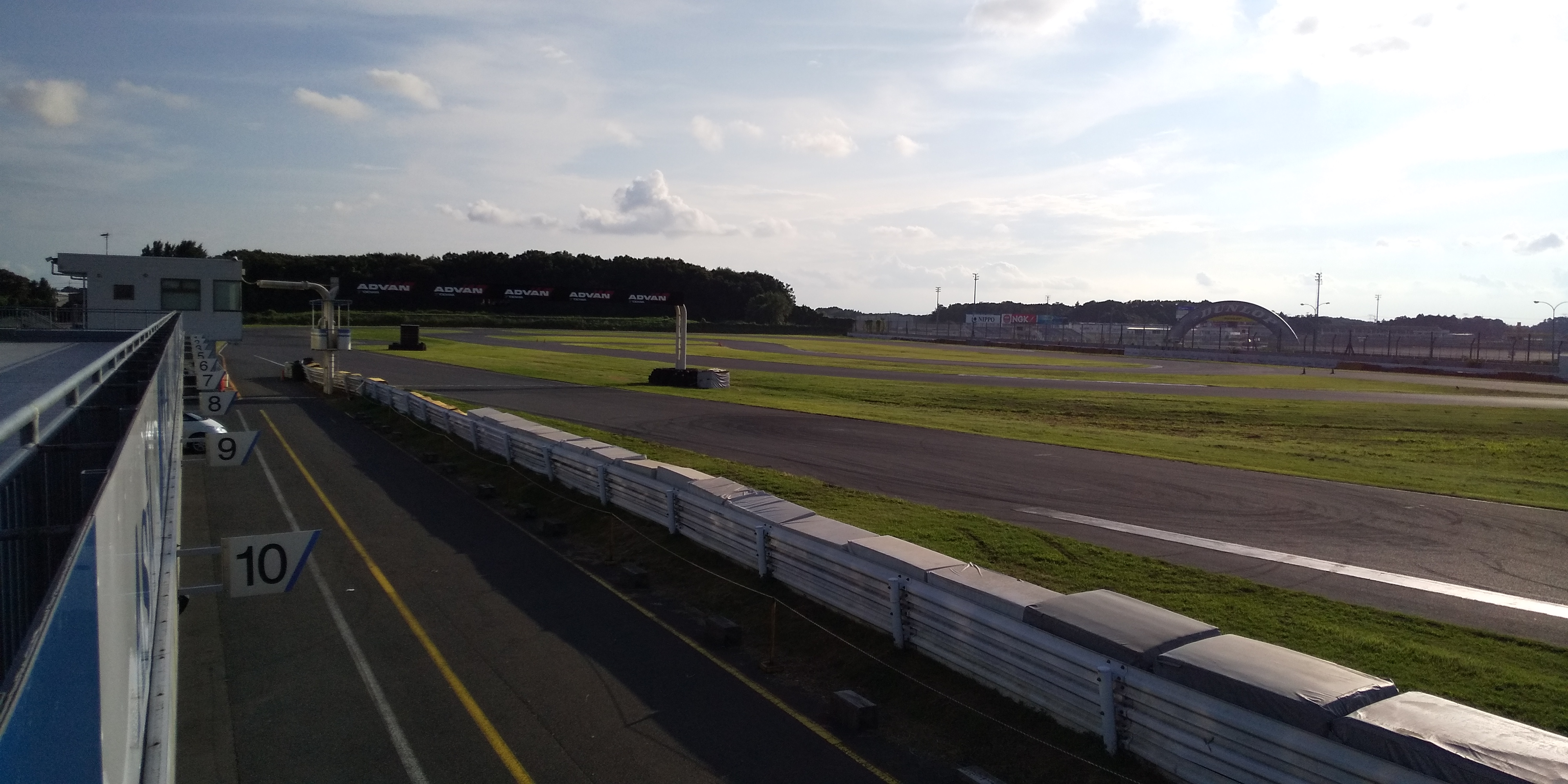
コース1000ホームストレートとピット

- 授乳室（メインスタンド下/コントロールタワー2階）
- レストラン
- 自動販売機
- 駐車場

## アクセス

### 鉄道
- 関東鉄道常総線 宗道駅よりタクシーで6 km・15分。
  - 主要レース開催時には石下駅から無料送迎バスが出る（全日本ロードレース選手権開催時等）。

### 道路
- 首都圏中央連絡自動車道（圏央道） 坂東ICから9 km、同 常総ICから13 km。
- 常磐自動車道 谷和原ICから25 km。